# Hobart International 2025
Hobart International 2025 — тенісний турнір, що проходив на кортах з твердим покриттям у місті Гобарт, Австралія з 6 січня. Належав до категорії WTA 250.

## Фінальна частина

### Одиночний розряд
Маккартні Кесслер —  Елісе Мертенс 6–4, 3–6, 6–0

### Парний розряд
Цзян Сіньюй /  У Фансьєнь —  Моніка Нікулеску /  Фанні Штоллар 6–1, 7–6(8–6)